# 第78ヘリコプター海洋打撃飛行隊 (アメリカ海軍)
第78ヘリコプター海洋打撃飛行隊（だい78ヘリコプターかいようだげきひこうたい、英: Helicopter Maritime Strike Squadron 78、略称：HSM-78）は、アメリカ海軍太平洋艦隊ヘリコプター海洋打撃航空団隷下のヘリコプター部隊。愛称はブルー・ホークス。2012年3月1日にMH-60R飛行隊として新編された。カリフォルニア州ノースアイランド海軍航空基地に所在し、空母「カール・ヴィンソン（USS Carl Vinson, CVN-70）」艦載の第2空母航空団を構成する飛行隊になっている。哨戒ヘリコプターとしてMH-60Rを運用する。

## 歴代運用機
- 哨戒ヘリコプター
  - MH-60R

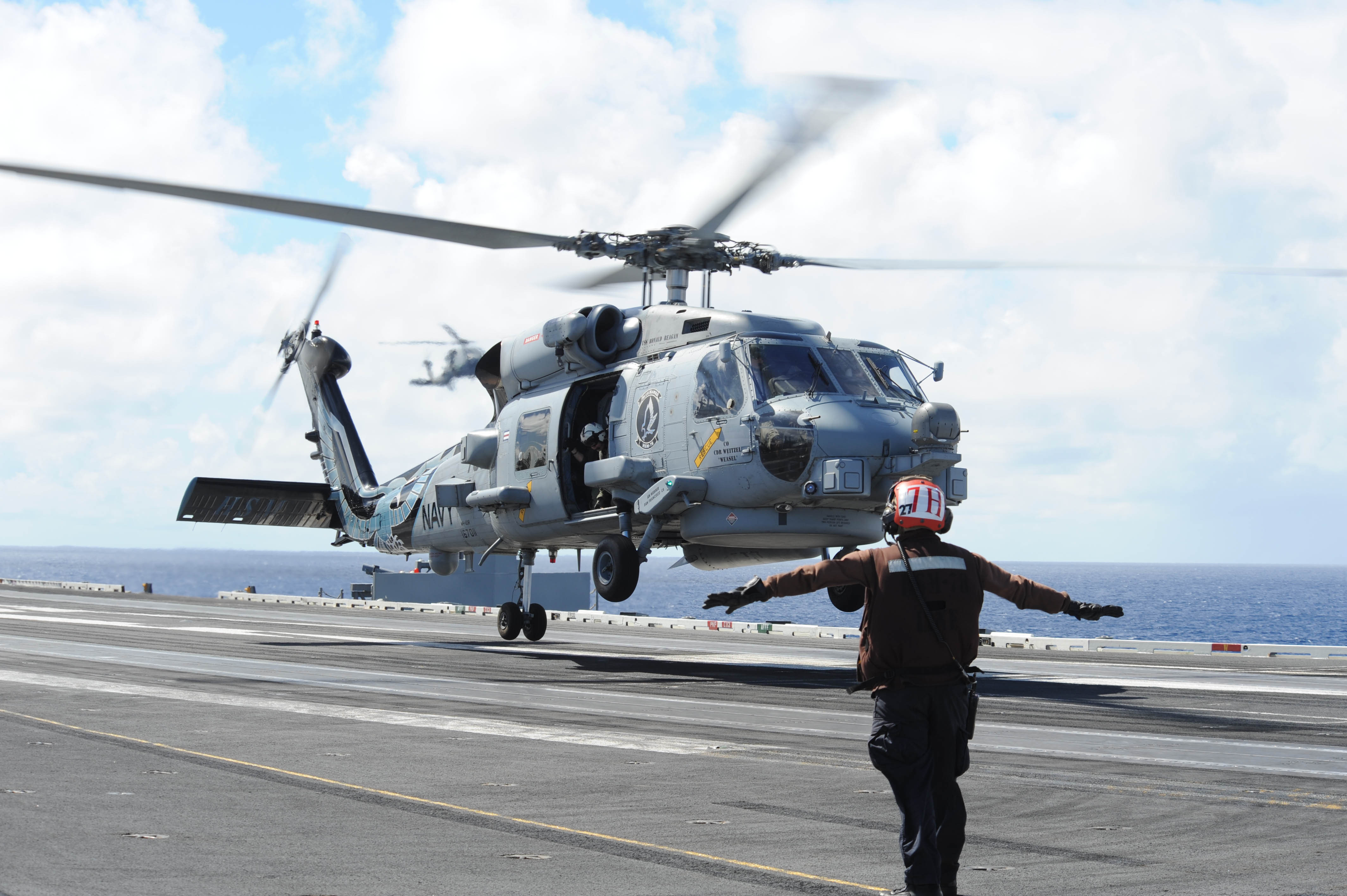
HSM-78で運用するMH-60R